# Metasphecia vuilleti
Metasphecia vuilleti is een vlinder uit de familie wespvlinders (Sesiidae), onderfamilie Sesiinae.
Metasphecia vuilleti is voor het eerst wetenschappelijk beschreven door Le Cerf in 1917. De soort komt voor in het Afrotropisch gebied.